# Claudio Remedi
Claudio Remedi (Buenos Aires, 23 de julio de 1965) es un director y productor argentino de cine documental y de ficción. Entre sus principales obras se encuentran Fantasmas en la Patagonia, La historia invisible y La ilusión de Noemí. 

## Biografía
Es Licenciado en Enseñanza de las artes Audiovisuales, Universidad Nacional de San Martín (UNSAM, 2008). Egresado del Instituto de Arte Cinematográfico de Avellaneda (IDAC, 1992) con el título de Realizador Cinematográfico.
Durante 1989 desarrolló el canal de televisión comunitaria Suburbana televisión en la localidad de Moreno, Provincia de Buenos Aires. A partir de 1992 colabora en el canal de televisión alternativa Utopía en la ciudad de Buenos Aires, produciendo la serie documental Últimas imágenes.
En 1994 recibe el premio Sur del Mundo en el festival de Trieste, Italia con su documental Después de la siesta, sobre la rebelión del pueblo santiagueño durante el gobierno de Carlos Menem. En 1996 estrena comercialmente su primer largometraje Fantasmas en la Patagonia, sobre el éxodo en la localidad de Sierra Grande, luego del cierre de la mina de hierro, su principal fuente de trabajo. El film es nominado al Cóndor de Plata como mejor ópera prima.
En 2001 estrena Agua de Fuego, largometraje sobre la privatización de la compañía estatal de petróleo YPF, en la localidad de Cutral-Có.
Entre 2002 y 2004 desarrolla en colaboración con otros grupos de realizadores, una serie de documentales sobre la fabrica textil Brukman gestionada por sus obreras. Obreras sin patrón (2003) fue difundida en gran parte del país e internacionalmente con el fin de sostener y dar a conocer la causa de la fábrica. Recibió numerosos premios en festivales, entre los que se destaca el Tatú de Oro, en la XXX Jornada Internacional de Cine de Bahía, Brasil 2003.
En 2009 estrena Esma, memorias de la resistencia en conjunto con la Asociación de ex detenidos desaparecidos y el colectivo Contraimagen. El film es nominado a los Premios Sur de La Academia de las Artes y Ciencias Cinematográficas de la Argentina como Mejor Documental.
En 2012 estrena La historia invisible, documental sobre la llamada conquista del desierto y las comunidades mapuches en las ciudades patagónicas. En el mismo año gana el concurso de series documentales en coproducción internacional del INCAA con Fangio, viaje a la memoria, sobre el legendario piloto de fórmula 1 argentino.
En 2014 gana el concurso de películas digitales de ficción INCAA con su guion La  ilusión de Noemí, largometraje que se estrena en el año 2016.
En 2017 co-realiza y estrena el largometraje Sinfonía en abril, sobre el centenario del genocidio armenio.

### Carrera Docente
Desde 1997 desarrolla actividad docente en diversas escuelas de cine y académicas a través de talleres y seminarios nacionales e internacionales. Se destaca  su desempeño desde 2001 en la Escuela Nacional de Experimentación y Realización cinematográfica ENERC, Buenos Aires, Argentina.  En dicha institución, de 2012 a la actualidad dicta la cátedra de Documental II en 3º año e inicia la tutoría de tesis documentales en la Escuela Nacional de Experimentación y Realización Cinematográfica (ENERC).
2013 a la actualidad se desempeña como docente de realización en el taller de realización fotodocumental en el 1º año de dicha institución. 
Desde 2017 a la actualidad reviste como Consejero Académico. A su vez se desempeña como Coordinador Académico de las Sedes Regionales NOA, NEA, Cuyo y Patagonia Norte de la ENERC.
Durante 2016/17 dicta las cátedras Realización Audiovisual II y Producción Audiovisual II en la carrera de Comunicación Audiovisual, Unidad Académica de Caleta Olivia (UMPA-UACO), provincia de Santa Cruz. 
Fue docente invitado de realización documental en la Universidad FASTA, ciudad de San Carlos de Bariloche (2010), en la Escuela de Cine y Artes Audiovisuales de La Paz, Bolivia, (2002) y en la Facultad de Ciencias Sociales de la Universidad de Buenos Aires (UBA) (2002).

### Membresías
Desde el año 1992 es miembro fundador de la productora independiente grupo de boedo films.
Miembro de ATECO 1989-1990 (Asociación de Televisoras Comunitarias).
Miembro fundador de la agrupación Espacio Mirada Documental (EMD, 1999), de ADOC/Argentina (2001) y de la Asociación de Documentalistas Argentinos (DOCA, 2006). Secretario de la Comisión Directiva de DOCA (2007), Presidente de la Entidad (2008-09).

## Filmografía

### Como Realizador
- 2016: Sinfonía en abril. Largometraje documental, en codirección con Teresa Saporiti
- 2014: La ilusión de Noemí. Largometraje ficción. Guion y dirección
- 2012: Fangio, viaje a la memoria. Miniserie documental para TV. Producción y dirección
- 2012: La Historia Invisible. Largometraje documental. Guion y dirección
- 2009: ESMA, memorias de la resistencia. Largometraje documental. Dirección.
- 2004: 4 Estaciones. Mediometraje documental. Cámara y correalización con grupo de boedo films y Kino Nuestra Lucha
- 2003: Obreras sin patrón. Mediometraje documental. Cámara y correalización con grupo de boedo films y Kino Nuestra Lucha
- 2002: Control Obrero: los trabajadores de Brukman. Mediometraje documental, en codirección con Sandra Godoy, Carlos Broun, Oriana Tizziani y Lucas Martelli
- 2002: La fábrica es nuestra. Mediometraje documental. Correalización con grupo de boedo films y Contraimagen
- 2001: Agua de Fuego. Largometraje documental. En codirección con Sandra Godoy y Candela Galantini.
- 1996: Fantasmas en la Patagonia. Largometraje documental. Dirección y producción
- 1994: Después de la siesta. Mediometraje documental. En codirección con Eugenia Rojas
- 1992: No crucen el portón. Cortometraje documental. Dirección.
- 1992/93: Últimas Imágenes. Programa documental de emisión semanal en Cablevisión y Canal 6 Utopía. Codirección con Sandra Godoy y Fernando Soldevila.
- 1991: Documentos. Cortometraje documental. En codirección con Gabriela Jaime.

### En otras áreas
- 2018: Tamara Bunke es Tania. Dir Norberto Forgione. Documental. Asistencia de dirección, cámara y montaje.
- 2012: Nelly Omar, Cantora nacional. Dir. Teresa Saporiti. Documental. Cámara.
- 2012: Nacidos vivos. Dir. Alejandra Perdomo. Documental. Cámara
- 2012: Fernando Birri, el utópico andante. Dir. Humberto Ríos. Documental. Cámara.
- 2011: De sus queridas presencias. Dir. Norberto Forgione. Documental. Cámara.
- 2011: Ese vuelo no existe. Dir. Horacio Almada. Documental. Cámara.
- 2011: La huella del Dr. Guevara. Dir. Jorge Denti. Documental. Coproducción.
- 2010: Solo para payasos. Dir. Lucas Martelli. Documental. Cámara.
- 2010: Crime watch. Dir. Rodrigo Vázquez. Documental. Cámara.
- 2009: Memorias para reincidentes. Dir. Violeta Bruck, Gabriela Jaime y Javier Gabino. Documental. Desarrollo de guion y preproducción.
- 2008: Un gigante dormido. Dir. Sandra Godoy, Julio Tejeda. Documental. Cámara
- 2007: Jorge Prelorán. El cine de un humanista. Dir. Humberto Ríos. Documental. Investigación y cámara
- 2003: Le Tango de la dette. Dir. Marie France Collard. Documental. Cámara
- 2001: Chúmbale. Dir. Aníbal di Salvo. Ficción. Asistente de montaje.
- 2000: Jorge Giannoni: NN, ese soy yo. Dir. Gabriela Jaime. Documental. Cámara y asist. de  montaje
- 2000: Ciudad del sol. Dir. Carlos Galettini. Ficción. Asistente de Sonido